# Gyrinus elevatus
Gyrinus elevatus är en skalbaggsart som beskrevs av Leconte 1868. Gyrinus elevatus ingår i släktet Gyrinus och familjen virvelbaggar. Inga underarter finns listade i Catalogue of Life.